# Association internationale des maires francophones
Die Association internationale des maires francophones (AIMF) ist eine internationale Organisation großer Städte in frankophonen Ländern oder mit einer bedeutenden französischen Sprachkultur. Sie vereint die Vorsitzenden der städtischen Exekutiven.
Die AIMF wurde 1979 auf Einladung der Bürgermeister von Paris und von Quebec gegründet. Von anfänglich 20 Mitgliedern wuchs die Zahl der angeschlossenen Städte bis 2018 auf 294 in 51 Ländern.
Der Städteverband hat im Rahmen der 1970 gegründeten Organisation internationale de la francophonie die Aufgabe, als Bindeglied zu den großen Kommunen, Metropolen, Gemeindeverbänden und Städtegruppen, in denen Französisch offizielle Verwaltungssprache ist, zu wirken und deren Stadtpräsidenten und ihre Präsidialverwaltungen in allen Belangen des öffentlichen Dienstes zu unterstützen. Auf diese Weise repräsentiert die AIMF in den betreffenden Ländern das Konzept einer dezentralisierten staatlichen Verwaltung. Sie fördert Projekte der Städte und vermittelt neue Erfahrungen in den Stadtverwaltungen an interessierte Kommunen. An den Jahresversammlungen, die stets in einer anderen Mitgliedsstadt stattfinden, werden Veranstaltungen zu besonderen Fachbereichen und Themen der Stadtverwaltung fokussiert behandelt, so zum Beispiel 1984 in Quebec und Montreal die Frage der Modernisierung der Verwaltungsorganisation, 1986 in Casablanca die Weiterbildung der städtischen Angestellten, 1993 in Port Louis (Mauritius) die Denkmalpflege oder 2002 in Beirut die Probleme der Zuwanderung und der Stadtflucht und 2010 in Lausanne die Zusammenarbeit zwischen Städten und Universitäten.
Präsident der Organisation ist traditionell der Bürgermeister von Paris:
- 1979–1995: Jacques Chirac
- 1995–2001: Jean Tiberi
- 2001–2014: Bertrand Delanoë
- seit 2014: Anne Hidalgo